# 中田石油店
有限会社中田石油店（なかだせきゆてん）は、岡山県苫田郡鏡野町に本社を置く企業である。ガソリンスタンドの運営などのほか、「とみタクシー」のブランドでタクシーや貸切バスの営業も行っている。

## 乗合タクシー
- 乗合タクシーとして、富乗合タクシーの受託運行を行っている。※詳細は『富乗合タクシー』の項を参照